# Byron Castillo
Byron David Castillo Segura, noto semplicemente come Byron Castillo (Tumaco, 25 luglio 1995), è un calciatore colombiano naturalizzato ecuadoriano, difensore del Barcelona SC in prestito dal León.

## Caratteristiche tecniche
È un terzino destro.

## Carriera

### Club
Il 7 febbraio 2016 debutta in Primera Categoría Serie A giocando con la maglia dell'Aucas l'incontro perso 2-1 contro il Fuerza Amarilla. Al termine della stagione viene acquistato dal Barcelona SC.

### Nazionale
Fino al 2023 gioca nella nazionale ecuadoriana, quando viene scoperto dalla FIFA, per via di un ricorso del Cile, che è un colombiano che ha falsificato i documenti. L'Ecuador è stato punito, per averlo schierato nelle qualificazioni ai Mondiali 2026, con 3 punti in meno nella competizione.

## Palmarès

### Competizioni nazionali
- Primera Categoría Serie A: 1

Barcelona SC: 2020

### Competizioni internazionali
- CONCACAF Champions League: 1

León: 2023